# 1362
Portal Geschichte | Portal Biografien | Aktuelle Ereignisse | Jahreskalender | Tagesartikel

◄ |
13. Jahrhundert |
14. Jahrhundert
| 15. Jahrhundert | ►

◄ |
1330er |
1340er |
1350er |
1360er
| 1370er | 1380er | 1390er | ►

◄◄ |
◄ |
1358 |
1359 |
1360 |
1361 |
1362
| 1363 | 1364 | 1365 | 1366 | ► | ►►
Staatsoberhäupter  · Nekrolog
| Januar | Januar | Januar | Januar | Januar | Januar | Januar | Januar |
| Kw     | Mo     | Di     | Mi     | Do     | Fr     | Sa     | So     |
| ------ | ------ | ------ | ------ | ------ | ------ | ------ | ------ |
| 52     |        |        |        |        |        | 1      | 2      |
| 1      | 3      | 4      | 5      | 6      | 7      | 8      | 9      |
| 2      | 10     | 11     | 12     | 13     | 14     | 15     | 16     |
| 3      | 17     | 18     | 19     | 20     | 21     | 22     | 23     |
| 4      | 24     | 25     | 26     | 27     | 28     | 29     | 30     |
| 5      | 31     |        |        |        |        |        |        |

| Februar | Februar | Februar | Februar | Februar | Februar | Februar | Februar |
| Kw      | Mo      | Di      | Mi      | Do      | Fr      | Sa      | So      |
| ------- | ------- | ------- | ------- | ------- | ------- | ------- | ------- |
| 5       |         | 1       | 2       | 3       | 4       | 5       | 6       |
| 6       | 7       | 8       | 9       | 10      | 11      | 12      | 13      |
| 7       | 14      | 15      | 16      | 17      | 18      | 19      | 20      |
| 8       | 21      | 22      | 23      | 24      | 25      | 26      | 27      |
| 9       | 28      |         |         |         |         |         |         |

| März | März | März | März | März | März | März | März |
| Kw   | Mo   | Di   | Mi   | Do   | Fr   | Sa   | So   |
| ---- | ---- | ---- | ---- | ---- | ---- | ---- | ---- |
| 9    |      | 1    | 2    | 3    | 4    | 5    | 6    |
| 10   | 7    | 8    | 9    | 10   | 11   | 12   | 13   |
| 11   | 14   | 15   | 16   | 17   | 18   | 19   | 20   |
| 12   | 21   | 22   | 23   | 24   | 25   | 26   | 27   |
| 13   | 28   | 29   | 30   | 31   |      |      |      |

| April | April | April | April | April | April | April | April |
| Kw    | Mo    | Di    | Mi    | Do    | Fr    | Sa    | So    |
| ----- | ----- | ----- | ----- | ----- | ----- | ----- | ----- |
| 13    |       |       |       |       | 1     | 2     | 3     |
| 14    | 4     | 5     | 6     | 7     | 8     | 9     | 10    |
| 15    | 11    | 12    | 13    | 14    | 15    | 16    | 17    |
| 16    | 18    | 19    | 20    | 21    | 22    | 23    | 24    |
| 17    | 25    | 26    | 27    | 28    | 29    | 30    |       |

| Mai | Mai | Mai | Mai | Mai | Mai | Mai | Mai |
| Kw  | Mo  | Di  | Mi  | Do  | Fr  | Sa  | So  |
| --- | --- | --- | --- | --- | --- | --- | --- |
| 17  |     |     |     |     |     |     | 1   |
| 18  | 2   | 3   | 4   | 5   | 6   | 7   | 8   |
| 19  | 9   | 10  | 11  | 12  | 13  | 14  | 15  |
| 20  | 16  | 17  | 18  | 19  | 20  | 21  | 22  |
| 21  | 23  | 24  | 25  | 26  | 27  | 28  | 29  |
| 22  | 30  | 31  |     |     |     |     |     |

| Juni | Juni | Juni | Juni | Juni | Juni | Juni | Juni |
| Kw   | Mo   | Di   | Mi   | Do   | Fr   | Sa   | So   |
| ---- | ---- | ---- | ---- | ---- | ---- | ---- | ---- |
| 22   |      |      | 1    | 2    | 3    | 4    | 5    |
| 23   | 6    | 7    | 8    | 9    | 10   | 11   | 12   |
| 24   | 13   | 14   | 15   | 16   | 17   | 18   | 19   |
| 25   | 20   | 21   | 22   | 23   | 24   | 25   | 26   |
| 26   | 27   | 28   | 29   | 30   |      |      |      |

| Juli | Juli | Juli | Juli | Juli | Juli | Juli | Juli |
| Kw   | Mo   | Di   | Mi   | Do   | Fr   | Sa   | So   |
| ---- | ---- | ---- | ---- | ---- | ---- | ---- | ---- |
| 26   |      |      |      |      | 1    | 2    | 3    |
| 27   | 4    | 5    | 6    | 7    | 8    | 9    | 10   |
| 28   | 11   | 12   | 13   | 14   | 15   | 16   | 17   |
| 29   | 18   | 19   | 20   | 21   | 22   | 23   | 24   |
| 30   | 25   | 26   | 27   | 28   | 29   | 30   | 31   |

| August | August | August | August | August | August | August | August |
| Kw     | Mo     | Di     | Mi     | Do     | Fr     | Sa     | So     |
| ------ | ------ | ------ | ------ | ------ | ------ | ------ | ------ |
| 31     | 1      | 2      | 3      | 4      | 5      | 6      | 7      |
| 32     | 8      | 9      | 10     | 11     | 12     | 13     | 14     |
| 33     | 15     | 16     | 17     | 18     | 19     | 20     | 21     |
| 34     | 22     | 23     | 24     | 25     | 26     | 27     | 28     |
| 35     | 29     | 30     | 31     |        |        |        |        |

| September | September | September | September | September | September | September | September |
| Kw        | Mo        | Di        | Mi        | Do        | Fr        | Sa        | So        |
| --------- | --------- | --------- | --------- | --------- | --------- | --------- | --------- |
| 35        |           |           |           | 1         | 2         | 3         | 4         |
| 36        | 5         | 6         | 7         | 8         | 9         | 10        | 11        |
| 37        | 12        | 13        | 14        | 15        | 16        | 17        | 18        |
| 38        | 19        | 20        | 21        | 22        | 23        | 24        | 25        |
| 39        | 26        | 27        | 28        | 29        | 30        |           |           |

| Oktober | Oktober | Oktober | Oktober | Oktober | Oktober | Oktober | Oktober |
| Kw      | Mo      | Di      | Mi      | Do      | Fr      | Sa      | So      |
| ------- | ------- | ------- | ------- | ------- | ------- | ------- | ------- |
| 39      |         |         |         |         |         | 1       | 2       |
| 40      | 3       | 4       | 5       | 6       | 7       | 8       | 9       |
| 41      | 10      | 11      | 12      | 13      | 14      | 15      | 16      |
| 42      | 17      | 18      | 19      | 20      | 21      | 22      | 23      |
| 43      | 24      | 25      | 26      | 27      | 28      | 29      | 30      |
| 44      | 31      |         |         |         |         |         |         |

| November | November | November | November | November | November | November | November |
| Kw       | Mo       | Di       | Mi       | Do       | Fr       | Sa       | So       |
| -------- | -------- | -------- | -------- | -------- | -------- | -------- | -------- |
| 44       |          | 1        | 2        | 3        | 4        | 5        | 6        |
| 45       | 7        | 8        | 9        | 10       | 11       | 12       | 13       |
| 46       | 14       | 15       | 16       | 17       | 18       | 19       | 20       |
| 47       | 21       | 22       | 23       | 24       | 25       | 26       | 27       |
| 48       | 28       | 29       | 30       |          |          |          |          |

| Dezember | Dezember | Dezember | Dezember | Dezember | Dezember | Dezember | Dezember |
| Kw       | Mo       | Di       | Mi       | Do       | Fr       | Sa       | So       |
| -------- | -------- | -------- | -------- | -------- | -------- | -------- | -------- |
| 48       |          |          |          | 1        | 2        | 3        | 4        |
| 49       | 5        | 6        | 7        | 8        | 9        | 10       | 11       |
| 50       | 12       | 13       | 14       | 15       | 16       | 17       | 18       |
| 51       | 19       | 20       | 21       | 22       | 23       | 24       | 25       |
| 52       | 26       | 27       | 28       | 29       | 30       | 31       |          |

| Januar | Januar | Januar | Januar | Januar | Januar | Januar | Januar |
| Kw     | Mo     | Di     | Mi     | Do     | Fr     | Sa     | So     |
| ------ | ------ | ------ | ------ | ------ | ------ | ------ | ------ |
| 52     |        |        |        |        |        | 1      | 2      |
| 1      | 3      | 4      | 5      | 6      | 7      | 8      | 9      |
| 2      | 10     | 11     | 12     | 13     | 14     | 15     | 16     |
| 3      | 17     | 18     | 19     | 20     | 21     | 22     | 23     |
| 4      | 24     | 25     | 26     | 27     | 28     | 29     | 30     |
| 5      | 31     |        |        |        |        |        |        |

| Februar | Februar | Februar | Februar | Februar | Februar | Februar | Februar |
| Kw      | Mo      | Di      | Mi      | Do      | Fr      | Sa      | So      |
| ------- | ------- | ------- | ------- | ------- | ------- | ------- | ------- |
| 5       |         | 1       | 2       | 3       | 4       | 5       | 6       |
| 6       | 7       | 8       | 9       | 10      | 11      | 12      | 13      |
| 7       | 14      | 15      | 16      | 17      | 18      | 19      | 20      |
| 8       | 21      | 22      | 23      | 24      | 25      | 26      | 27      |
| 9       | 28      |         |         |         |         |         |         |

| März | März | März | März | März | März | März | März |
| Kw   | Mo   | Di   | Mi   | Do   | Fr   | Sa   | So   |
| ---- | ---- | ---- | ---- | ---- | ---- | ---- | ---- |
| 9    |      | 1    | 2    | 3    | 4    | 5    | 6    |
| 10   | 7    | 8    | 9    | 10   | 11   | 12   | 13   |
| 11   | 14   | 15   | 16   | 17   | 18   | 19   | 20   |
| 12   | 21   | 22   | 23   | 24   | 25   | 26   | 27   |
| 13   | 28   | 29   | 30   | 31   |      |      |      |

| April | April | April | April | April | April | April | April |
| Kw    | Mo    | Di    | Mi    | Do    | Fr    | Sa    | So    |
| ----- | ----- | ----- | ----- | ----- | ----- | ----- | ----- |
| 13    |       |       |       |       | 1     | 2     | 3     |
| 14    | 4     | 5     | 6     | 7     | 8     | 9     | 10    |
| 15    | 11    | 12    | 13    | 14    | 15    | 16    | 17    |
| 16    | 18    | 19    | 20    | 21    | 22    | 23    | 24    |
| 17    | 25    | 26    | 27    | 28    | 29    | 30    |       |

| Mai | Mai | Mai | Mai | Mai | Mai | Mai | Mai |
| Kw  | Mo  | Di  | Mi  | Do  | Fr  | Sa  | So  |
| --- | --- | --- | --- | --- | --- | --- | --- |
| 17  |     |     |     |     |     |     | 1   |
| 18  | 2   | 3   | 4   | 5   | 6   | 7   | 8   |
| 19  | 9   | 10  | 11  | 12  | 13  | 14  | 15  |
| 20  | 16  | 17  | 18  | 19  | 20  | 21  | 22  |
| 21  | 23  | 24  | 25  | 26  | 27  | 28  | 29  |
| 22  | 30  | 31  |     |     |     |     |     |

| Juni | Juni | Juni | Juni | Juni | Juni | Juni | Juni |
| Kw   | Mo   | Di   | Mi   | Do   | Fr   | Sa   | So   |
| ---- | ---- | ---- | ---- | ---- | ---- | ---- | ---- |
| 22   |      |      | 1    | 2    | 3    | 4    | 5    |
| 23   | 6    | 7    | 8    | 9    | 10   | 11   | 12   |
| 24   | 13   | 14   | 15   | 16   | 17   | 18   | 19   |
| 25   | 20   | 21   | 22   | 23   | 24   | 25   | 26   |
| 26   | 27   | 28   | 29   | 30   |      |      |      |

| Juli | Juli | Juli | Juli | Juli | Juli | Juli | Juli |
| Kw   | Mo   | Di   | Mi   | Do   | Fr   | Sa   | So   |
| ---- | ---- | ---- | ---- | ---- | ---- | ---- | ---- |
| 26   |      |      |      |      | 1    | 2    | 3    |
| 27   | 4    | 5    | 6    | 7    | 8    | 9    | 10   |
| 28   | 11   | 12   | 13   | 14   | 15   | 16   | 17   |
| 29   | 18   | 19   | 20   | 21   | 22   | 23   | 24   |
| 30   | 25   | 26   | 27   | 28   | 29   | 30   | 31   |

| August | August | August | August | August | August | August | August |
| Kw     | Mo     | Di     | Mi     | Do     | Fr     | Sa     | So     |
| ------ | ------ | ------ | ------ | ------ | ------ | ------ | ------ |
| 31     | 1      | 2      | 3      | 4      | 5      | 6      | 7      |
| 32     | 8      | 9      | 10     | 11     | 12     | 13     | 14     |
| 33     | 15     | 16     | 17     | 18     | 19     | 20     | 21     |
| 34     | 22     | 23     | 24     | 25     | 26     | 27     | 28     |
| 35     | 29     | 30     | 31     |        |        |        |        |

| September | September | September | September | September | September | September | September |
| Kw        | Mo        | Di        | Mi        | Do        | Fr        | Sa        | So        |
| --------- | --------- | --------- | --------- | --------- | --------- | --------- | --------- |
| 35        |           |           |           | 1         | 2         | 3         | 4         |
| 36        | 5         | 6         | 7         | 8         | 9         | 10        | 11        |
| 37        | 12        | 13        | 14        | 15        | 16        | 17        | 18        |
| 38        | 19        | 20        | 21        | 22        | 23        | 24        | 25        |
| 39        | 26        | 27        | 28        | 29        | 30        |           |           |

| Oktober | Oktober | Oktober | Oktober | Oktober | Oktober | Oktober | Oktober |
| Kw      | Mo      | Di      | Mi      | Do      | Fr      | Sa      | So      |
| ------- | ------- | ------- | ------- | ------- | ------- | ------- | ------- |
| 39      |         |         |         |         |         | 1       | 2       |
| 40      | 3       | 4       | 5       | 6       | 7       | 8       | 9       |
| 41      | 10      | 11      | 12      | 13      | 14      | 15      | 16      |
| 42      | 17      | 18      | 19      | 20      | 21      | 22      | 23      |
| 43      | 24      | 25      | 26      | 27      | 28      | 29      | 30      |
| 44      | 31      |         |         |         |         |         |         |

| November | November | November | November | November | November | November | November |
| Kw       | Mo       | Di       | Mi       | Do       | Fr       | Sa       | So       |
| -------- | -------- | -------- | -------- | -------- | -------- | -------- | -------- |
| 44       |          | 1        | 2        | 3        | 4        | 5        | 6        |
| 45       | 7        | 8        | 9        | 10       | 11       | 12       | 13       |
| 46       | 14       | 15       | 16       | 17       | 18       | 19       | 20       |
| 47       | 21       | 22       | 23       | 24       | 25       | 26       | 27       |
| 48       | 28       | 29       | 30       |          |          |          |          |

| Dezember | Dezember | Dezember | Dezember | Dezember | Dezember | Dezember | Dezember |
| Kw       | Mo       | Di       | Mi       | Do       | Fr       | Sa       | So       |
| -------- | -------- | -------- | -------- | -------- | -------- | -------- | -------- |
| 48       |          |          |          | 1        | 2        | 3        | 4        |
| 49       | 5        | 6        | 7        | 8        | 9        | 10       | 11       |
| 50       | 12       | 13       | 14       | 15       | 16       | 17       | 18       |
| 51       | 19       | 20       | 21       | 22       | 23       | 24       | 25       |
| 52       | 26       | 27       | 28       | 29       | 30       | 31       |          |

## Ereignisse

### Politik und Weltgeschehen

#### Frankreich

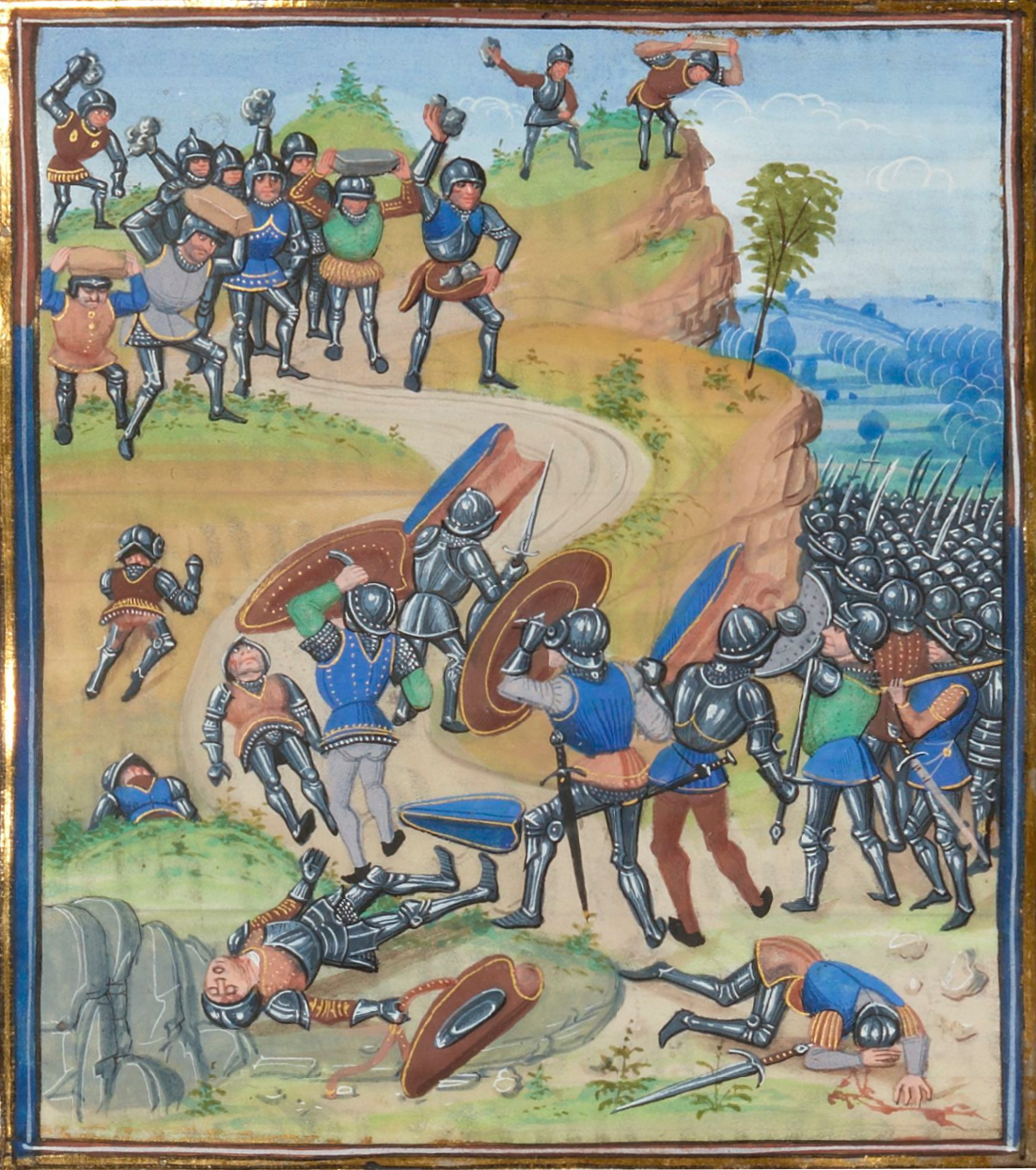
Schlacht bei Brignais

- 6. April: In der Schlacht bei Brignais besiegen marodierende entlassene Söldner der Grandes Compagnies, die Tard-Venus, die ursprünglich ins Land geholt worden sind, um auf der Seite Frankreichs im Hundertjährigen Krieg gegen England zu kämpfen, ein französisches Heer unter dem Kommando von Jacques I. de Bourbon, comte de La Marche und Jean de Melun, Graf von Tancarville, vernichtend. Anschließend verwüsten sie die Grafschaft La Marche. Die Bedrohung durch entlassene Söldner kann in Frankreich erst Jahre später in den Griff bekommen werden.

#### Emirat von Granada
Emir Muhammad VI. von Granada verliert den Machtkampf gegen seinen von den Meriniden in Marokko unterstützten Vorgänger Muhammad V. und flieht vor ihm nach Sevilla, wo er sich Hilfe von Peter I. von Kastilien erhofft, von diesem aber am 25. April umgehend hingerichtet wird. Muhammad V. kann seine Herrschaft im Emirat der Nasriden wieder festigen.

#### Nordost- und Mitteleuropa
- 16. April: Streitkräfte des Deutschen Ordens zerstören die Stadt Kaunas.
- Entstehung und Wachstum der Alten Eidgenossenschaft: Kaiser Karl IV. erkennt Zürichs Bündnisse mit der Eidgenossenschaft an.
- Der litauische Großfürst Algirdas und sein Bruder Kęstutis besiegen die Goldene Horde in der Schlacht am Blauen Wasser am Fluss Synjucha bei Torhowyzja und nehmen Kiew und Podolien ein. Das Fürstentum Kiew wird ihrem Reich einverleibt.

#### Kreuzzüge
- König Peter I. von Zypern, formal auch Titularkönig von Jerusalem, versucht die Kreuzzugsidee ins Heilige Land wieder aufleben zu lassen. Zusammen mit seinem Kanzler Philippe de Mézières und dem päpstlichen Legaten Peter Thomas, unternimmt er eine ausgedehnte Europareise, um für seine Idee zu werben. Er trifft mit Papst Urban V. und mit zahlreichen Monarchen zusammen, darunter König Johann II. von Frankreich und Kaiser Karl IV. Bis 1365 gelingt es ihm tatsächlich, ein Heer für seinen Kreuzzug zusammenzustellen.

#### Balkan
- Adrianopel wird von den Osmanen erobert.
- Fürst Balša I. aus der Familie der Balšić stirbt. Die Herrschaft, die er sich in der Zeta und um Shkodra aufgebaut hat, vererbt er an seine Söhne Stracimir, Đurađ und Balša II.

### Kultur und Gesellschaft
- Nach dem Untergang der Insel Rungholt bei der zweiten Marcellusflut (s. u.) schließen sich viele der heimatlos gewordenen Fischer und Bauern zusammen, um gemeinsam ihren Lebensunterhalt zu bestreiten. Die Angst und Schrecken verbreitenden sogenannten Wogemänner tun dies durch Raubzüge und Überfälle auf kleine Gehöfte und durch die Enterung kleiner Handelsschiffe, um sich auf diese Art und Weise wiederzuholen, was ihnen der „Blanke Hans“ zuvor genommen hat. Hierzu lassen sie sich im Ort Westerhever nieder und errichten an einer schwer zugänglichen Stelle eine Trutzburg, die Wogemannsburg.
- um 1362: Das Haus Fürsteneck in Frankfurt am Main wird errichtet. Ein überlieferter, umfangreicher Vertrag vom 18. Mai, den das Geschlecht von Holzhausen mit seinen Nachbarn schließt, gibt erstmals zeitlich genaue Auskunft über die Besitzstandsverhältnisse und baulichen Ereignisse der Zeit. Demnach vereinbart man mit den Nachbarn, dem Ehepaar Heinz und Gerhus Byrbruwer, einen steinernen Giebel zwischen den beiden Grundstücken zu errichten, der den Firstbalken des Nachbarhauses mittragen soll.

### Religion

Wappen Urbans V.

- 28. September: Guillaume de Grimoard, der sich zu diesem Zeitpunkt gerade als päpstlicher Gesandter auf dem Weg nach Neapel befindet, wird vom Konklave als Nachfolger des am 12. September verstorbenen Innozenz VI. in Avignon zum Papst gewählt. Der neue Papst, der den Namen Urban V. annimmt, ist der vorletzte Vertreter des Avignonesischen Papsttums. Er lehnt Nepotismus ebenso wie den Pomp und Luxus der Kardinäle ab, führt erhebliche Reformen in der Justizverwaltung durch und geht energisch gegen die Missstände in seiner Umgebung und innerhalb der Kirche vor.

## Historische Karten und Ansichten

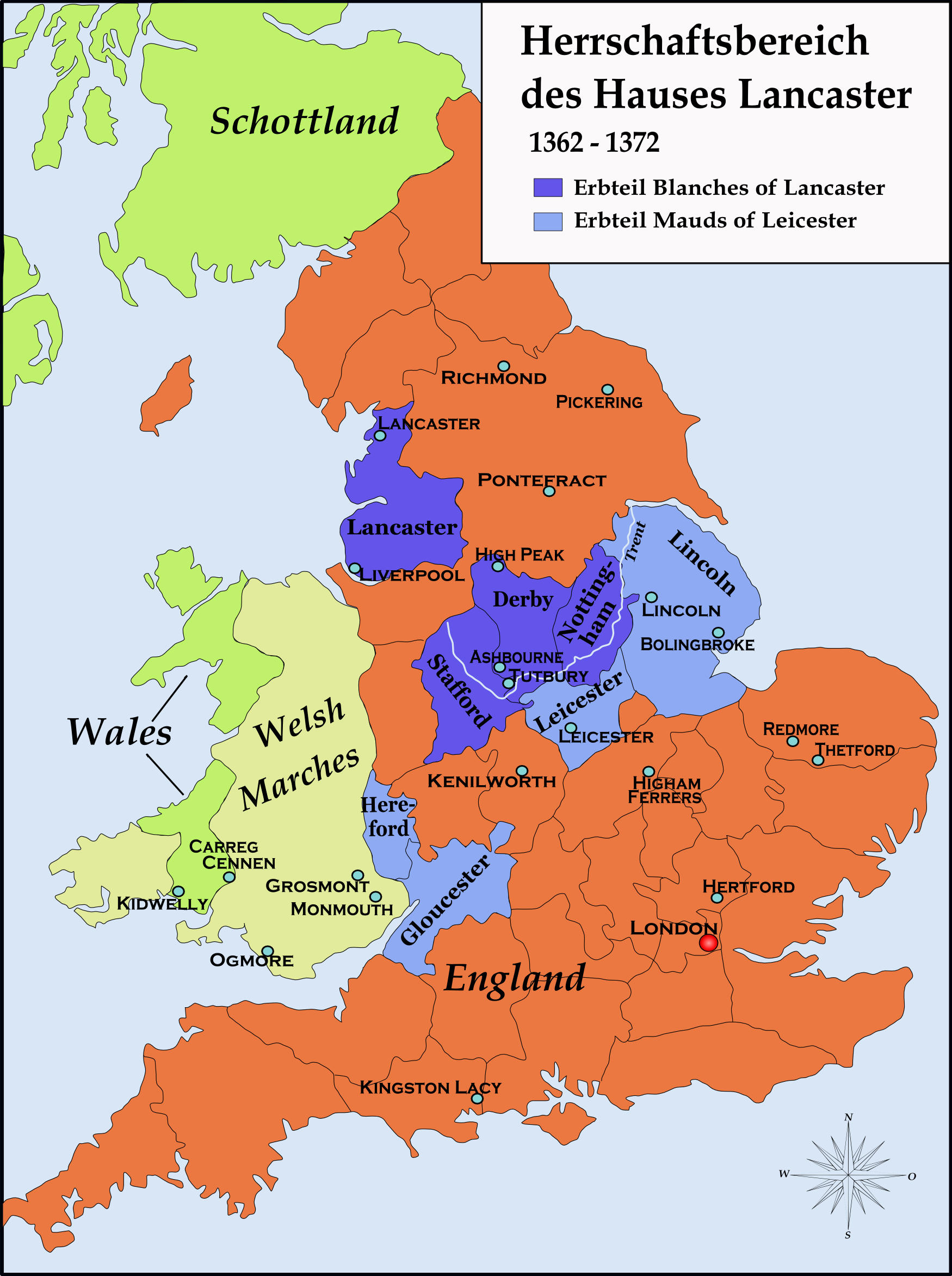
Herrschaftsbereich des Hauses Lancaster 1362–72

### Katastrophen

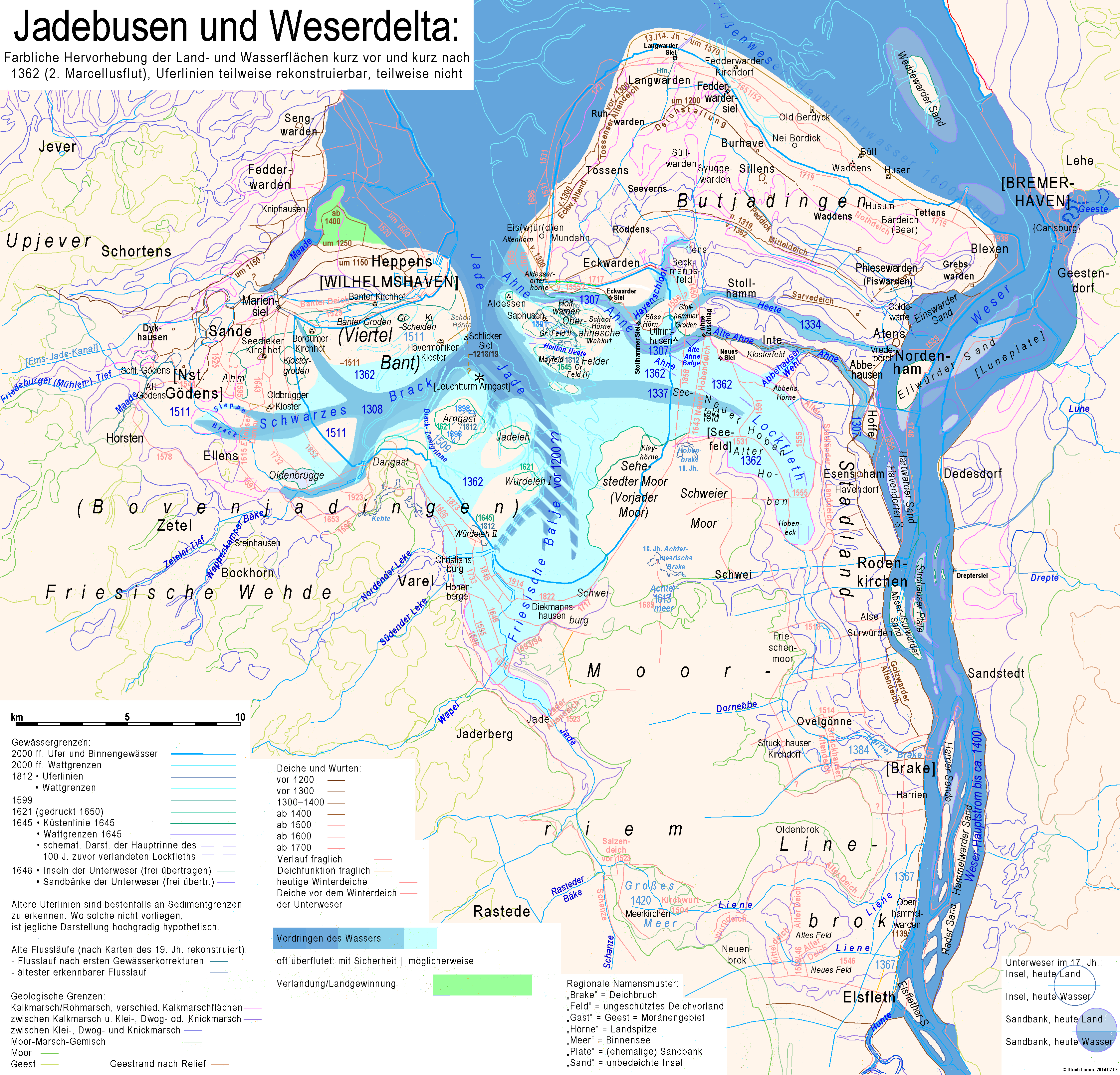
Maade, Jade und Unterweser
vor und nach der Flut

- 15. Januar bis 17. Januar: Die gewaltige und wohl bisher schwerste Sturmflut an der Nordsee erreicht am 16. Januar, dem Marcellustag, mit ca. 2,50 m über den Deichkronen Nordfrieslands ihren Höhepunkt. Die Stadt Rungholt versinkt. Die Harde Utholm wird vom Festland getrennt und zu einer Insel. Bei dieser Zweite Marcellusflut oder Grote Mandrenke genannten Katastrophe bricht der Dollart ein, Sylt wird zur Insel, die Insel Buise bricht auseinander. Chroniken beziffern die Opfer auf bis zu 200.000 Tote.

## Geboren

### Geburtsdatum gesichert
- 16. Januar: Robert de Vere, englischer Adeliger und Berater König Richards II. († 1392)
- 25. April: John Charlton, anglo-walisischer Marcher Lord († 1401)

### Genaues Geburtsdatum unbekannt
- Alamanno Adimari, Erzbischof von Tarent und Kardinal der katholischen Kirche († 1422)
- Adolf von Nassau-Dillenburg, Graf von Nassau-Dillenburg († 1420)
- Adolf III., Graf von Waldeck zu Landau († 1431)
- Jean de Béthencourt, französischer Adeliger († 1425)
- Heinrich von Bar, französischer Adeliger († 1397)
- Wojciech Jastrzębiec, Bischof von Posen, Bischof von Krakau, Erzbischof von Gnesen und Primas von Polen sowie Großkronkanzler († 1436)
- Johanna von Bayern, Ehefrau des böhmischen und römisch-deutschen Königs Wenzel († 1386)
- Erkinger I. von Seinsheim, Freiherr von Schwarzenberg († 1437)
- Maria von Sizilien, Königin von Sizilien, Herzogin von Athen und Neopatria († 1401)
- Murdoch Stewart, schottischer Adeliger († 1425)

### Geboren um 1362
- Dietrich Engelhus, Lehrer und Verfasser lateinischer Werke († 1434)

## Gestorben

### Todesdatum gesichert
- 25./26. Februar: Johann II., Herr von Arlay
- 6. April: Jacques I. de Bourbon, Graf von La Marche (* 1319)
- 10. April: Matilda Plantagenet, Herzogin von Straubing-Holland (* 1339)
- 27. April: Muhammad VI., Emir von Granada (* 1332)
- 26. Mai: Ludwig von Tarent, Fürst von Tarent, König von Neapel und Graf von Provence (* 1320)
- 6. Juni: John Carew, englischer Militär und Justiciar of Ireland
- 11. Juli: Anna von Schweidnitz, Kaiserin des Heiligen Römischen Reichs und Königin von Böhmen (* 1339)
- 22. Juli: Ludwig von Durazzo, Graf von Gravina (* 1324)
- 1. September: Mary of Lancaster, englische Adelige (* um 1320)
- 7. September: Johanna von England, Königin von Schottland (* 1321)
- 9. September: John de St Paul, englischer Kleriker, Jurist und Erzbischof von Dublin (* um 1295)
- 12. September: Innozenz VI., Papst (* 1285 oder 1292)
- 15. September: Wilhelm von Gennep, Erzbischof von Köln
- 29. November: Nicolaus Schoneke, Bürgermeister der Hansestadt Lübeck
- 10. Dezember: Friedrich III., Herzog von Habsburg (* 1347)
- 21. Dezember: Konstantin V., König von Armenien (* 1313)

### Genaues Todesdatum unbekannt
- Albrecht II., Fürst von Anhalt-Köthen
- Balša I., albanischer Adeliger
- Petrus Berchorius, französischer Autor moralischer und enzyklopädischer Werke
- Gottfried von Weißeneck, Bischof von Passau
- Asporça Hatun, Ehefrau des osmanischen Sultans Orhan I. (* 1300)
- Heinrich V., Graf von Görz
- Ibn Muflih, islamischer Rechtsgelehrter (* 1308)
- Johannes III., Kaiser von Trapezunt (* um 1321)
- Lachen Sönam Lodrö, Person des tibetischen Buddhismus (* 1332)
- Roman, orthodoxer Metropolit von Litauen

### Gestorben um 1362
- Franz von Prag, böhmischer Chronist (* um 1290)
- Karijotas, Herzog von Nawahrudak und Waukawysk (* zwischen 1305 und 1308)